# Sola con mis monstruos
Sola con mis monstruos es el primer álbum en vivo de la cantautora chilenomexicana Mon Laferte, donde presenta 18 canciones en formato acústico, solo acompañada de su guitarrista Sebastián Aracena, grabados de sus dos presentaciones realizadas el 12 de octubre de 2019 en el Lunario del Auditorio Nacional de México y publicado el 31 de enero de 2020.

## Sobre el álbum
El 12 de octubre de 2019, Mon Laferte realizó dos conciertos acústico en el Lunario del Auditorio Nacional de México, este concierto se presentó en formato acústico, sólo acompañada musicalmente con el guitarrista Sebastián Aracena. Este álbum fue lanzado el 31 de enero de 2020, previo a ello se lanzaron como 5 sencillos de adelanto.
El álbum contiene 18 canciones, donde destacan dos covers realizados como homenaje, la canción «El gavilán», de Violeta Parra y la canción «La vie en rose», de Édith Piaf, además de una versión a capela de su canción «Tormento».
Junto con el lanzamiento del álbum, la artista inicia una gira musical llamada «Mon Laferte Acústico».

## Lista de canciones
Todas las canciones escritas y compuestas por Mon Laferte, excepto donde se indique. 
| Sola con mis monstruos |                                   |                          |          |  |
| N.º                    | Título                            | Escritor(es)             | Duración |  |
| 1.                     | «Pa' dónde se fue»                |                          | 4:17     |  |
| 2.                     | «Funeral»                         |                          | 4:36     |  |
| 3.                     | «Cumbia para olvidar»             |                          | 3:55     |  |
| 4.                     | «Por qué me fui a enamorar de ti» |                          | 4:34     |  |
| 5.                     | «Vendaval»                        |                          | 4:11     |  |
| 6.                     | «Yo te qui»                       |                          | 2:34     |  |
| 7.                     | «Flaco»                           |                          | 4:19     |  |
| 8.                     | «Chilango blues»                  |                          | 3:54     |  |
| 9.                     | «Quédate esta noche»              |                          | 4:00     |  |
| 10.                    | «Tu falta de querer»              | Mon Laferte y Manú Jalil | 4:54     |  |
| 11.                    | «La trenza»                       |                          | 4:41     |  |
| 12.                    | «El cristal»                      |                          | 3:07     |  |
| 13.                    | «Paisaje japonés»                 |                          | 3:27     |  |
| 14.                    | «Gavilán»                         | Violeta Parra            | 7:21     |  |
| 15.                    | «Mi buen amor»                    |                          | 4:12     |  |
| 16.                    | «Amor completo»                   |                          | 4:35     |  |
| 17.                    | «Tormento»                        | Mon Laferte y César Ceja | 4:56     |  |
| 18.                    | «La vie en rose»                  | Louiguy y Ëdith Piaf     | 4:20     |  |
| 1 hora con 18 minutos  |                                   |                          |          |  |

## Posiciones en listas

### Listas
| Listas              | Mejor posición |
| ------------------- | -------------- |
| México (AMPROFON)   | 3              |
| España (PROMUSICAE) | 88             |